# Monte Lamongan
Monte Lamongan (en indonesio: Gunung Lamongan) es un estratovolcán pequeño, situado entre el complejo del macizo caldera Tengger y el complejo volcánico Iyang-Argapura en el este de Java, en el país asiático de Indonesia. El volcán está rodeado de lagos volcánicos y conos de ceniza. El punto más alto del volcán a nivel local es llamado Gunung Tarub. Algunos Lagos llenos de maars incluyen Ranu Pakis, Ranu Klakah y Ranu Bedali, ubicados en los flancos oriental y occidental. Los flancos norte están dominados por maars secos.